# Damasonium alisma subsp. bourgaei
Damasonium alisma subsp. bourgaei es una subespecie de planta acuática de la familia de las alismatáceas. 

## Hábitat
Son nativas del sur y sureste de Europa y el norte de África. En España en  las Islas Baleares en Mallorca y Menorca donde crece en charcas temporales, en zonas donde el periodo de inundación es más largo y en los márgenes de cursos de agua.  

## Descripción
Esta especie vive en charcas temporales de las zonas secas de Mallorca. Se trata de una planta acuática que vive enraizada en los sedimentos de las charcas de donde nacen las hojas. Las hojas tienen un largo pecíolo que les permite llegar hasta la superficie donde quedan flotando las láminas que son largamente ovadas (la parte más ancha en la base). Forma unas inflorescencias que salen del agua, en forma de verticilos, de flores con tres pétalos blancos o rosados. El fruto, muy característico, tiene forma de estrella rígida. Baldellia ranunculoides se parece un poco pero tiene las hojas más estrechas, son erectas en lugar de flotar y vive en pequeños torrentes y acequias en lugar de crecer en las charcas. Potamogeton coloratus también puede tener un aspecto parecido pero vive en zonas muy diferentes y la inflorescencia tiene forma de espiga sin pétalos evidentes. Florece en abril-mayo.